# Volume Livre
O Volume Livre pode ser interpretado como o volume desocupado entre as cadeias de um polímero, que se formam por consequência de um ordenamento ineficiente das regiões amorfas de uma amostra polimérica. Considerando isso, o Volume Livre ({\displaystyle V_{f}}) pode ser interpretado como uma aspecto inverso à coesão molecular, além de estar relacionado a outras variáveis volumétricas: o Volume Específico ({\displaystyle V}), que simboliza o volume total do polímero, e o Volume Ocupado ({\displaystyle V_{0}}), que representa o volume ocupado pelas moléculas poliméricas. Mantendo uma temperatura controlada, essas três variáveis podem ser relacionadas através da seguinte equação:

{\displaystyle V=V_{0}+V_{f}}

Segundo essa igualdade, o Volume Específico de um polímero deve ser equivalente a soma entre o Volume Ocupado e o Volume Livre. Dessa forma, o Volume Livre representa o volume disponível para que o polímero sofra rotação ou translação. Em condições ordinárias, a quantidade de Volume Livre cresce ou decresce junto do aumento ou redução da temperatura, estando profundamente relacionado com a mobilidade molecular, que varia de acordo com a temperatura. Apesar disso, existem algumas particularidades nas relações entre Volume Livre e temperatura.

## Volume Livre e Temperatura
Apesar do que fora mencionado anteriormente, o Volume Livre e a temperatura possuem interações diferentes quando em algumas condições relacionadas a Transição Vítrea ({\displaystyle T_{g}}):
- Temperatura aumentando (abaixo da {\displaystyle T_{g}}): o Volume Específico aumenta, mas o Volume Livre cresce em um ritmo baixo, se mantendo praticamente constante ({\displaystyle V_{f}^{*}});
- Temperatura aumentando (acima da {\displaystyle T_{g}}): o Volume Específico aumenta, enquanto o Volume Livre cresce rapidamente ({\displaystyle V_{f}}).

## Volume Livre e Permeabilidade

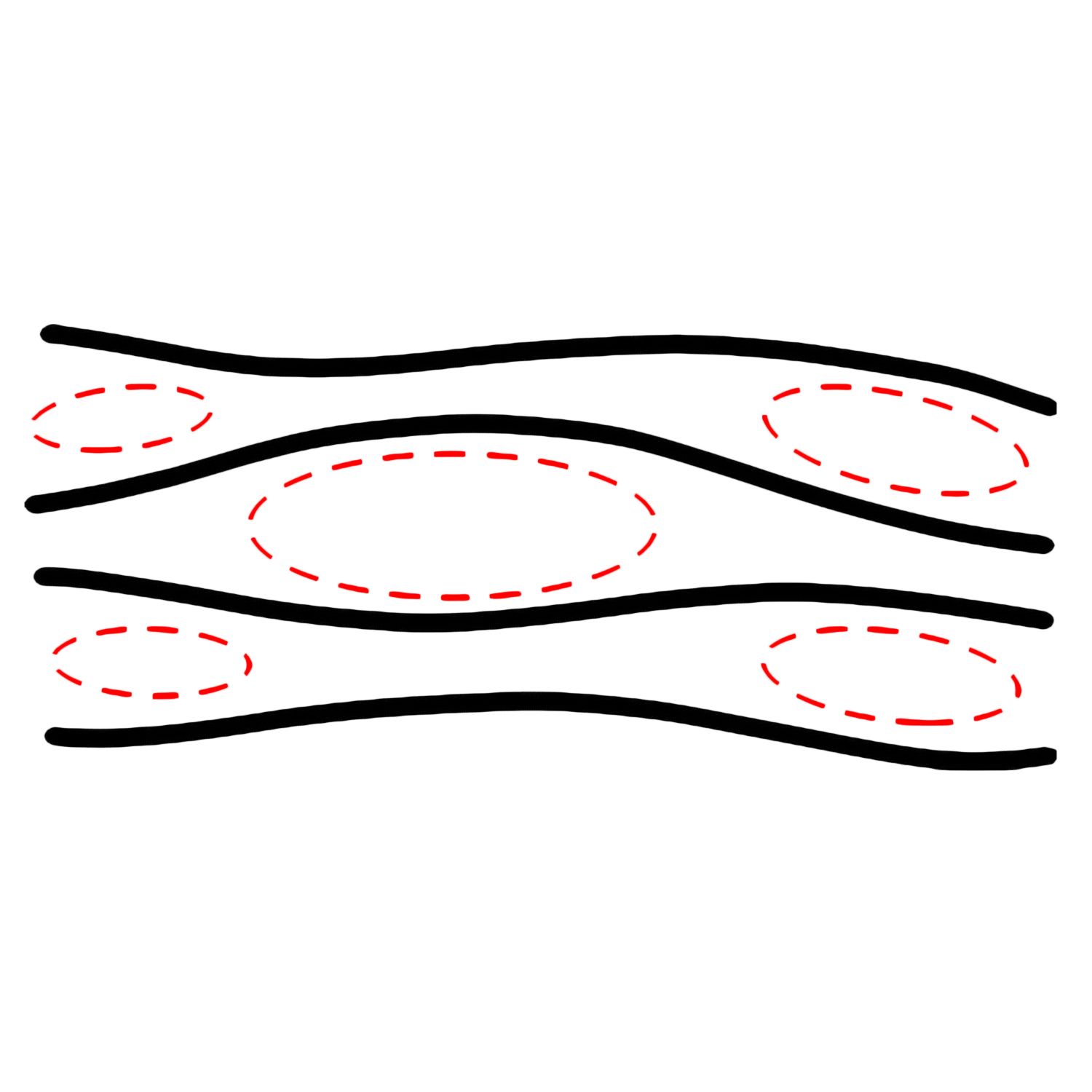
Volume Livre entre as cadeias representado pelas "cavidades" vermelhas.

O Volume Livre também possui uma relação profunda com a sua permeabilidade:
- Volume Livre: um polímero com pouco Volume Livre simboliza um polímero com mobilidade limitada, produto de um arranjo ordenado entre as cadeias, limitando a capacidade de difusão, levando a uma menor permeabilidade, em contraposição, um polímero com muito Volume Livre simboliza um polímero com cadeias móveis, gerando bastante volume desocupado, facilitando assim a permeabilidade.
- Cristalinidade: um polímero com alto grau de cristalinidade possui regiões de cristal de difícil penetração, algo que reduz a taxa de difusão, reduzindo a permeabilidade, em contraposição, um polímero sem cristalinidade tende a possuir uma melhor permeabilidade.

## Estrutura Visual
Cada instância de Volume Livre pode ser representada como uma “cavidade” existente no interior da estrutura do polímero, de modo que a somatória dos volumes dessas “cavidades” representa o Volume Livre do polímero.

## Origem do Envelhecimento
O conceito de Volume Livre estabelece que a Mobilidade, M, das partículas em um sistema polimérico ( amorfo ou cristalino) depende primeiramente do grau e eficiência de um empacotamento, ou seja, dependendo do Volume Livre. Com o aumento da eficiência de empacotamento, esta mobilidade decresce, primeiramente devagar e depois mais rápido. Ao atingir um valor crítico de empacotamento, a mobilidade cai abruptamente a zero. Ao relacionar-se com os vários aspectos do envelhecimento, o Volume Livre é aplicado de forma puramente qualitativa, principalmente, devido ao fato de a definição destes conceitos de Volume Livre em termos de quantidades mensuráveis não estar completamente esclarecida.

## Pressão
A teoria do Volume Livre considera o que acontece a um polímero quando submetido à pressão e fornece uma previsão qualitativa do seu efeito. Como esperado, quando a pressão é aplicada, o Volume Livre diminui com um decréscimo também na entropia, portanto, o polímero é levado a uma {\displaystyle T_{g}} maior. Pode-se falar também da consequência da pressão na {\displaystyle T_{g}} a temperatura constante. Se um aumento rápido da pressão for imposta ao sistema, ocorrerá um decréscimo no volume dependente do tempo, se a temperatura for próxima ou menor que a {\displaystyle T_{g}}. Tipicamente, a temperatura de transição vítrea aumenta com a pressão numa taxa de 20 °C/1000 atm (1 atm = 101,325 KPa), para a maioria dos materiais. Desta forma, o fator pressão é um problema realístico quando pretende-se aplicar o polímero em altas pressões. Para pressões pequenas, na ordem de 1 atm, o efeito na {\displaystyle T_{g}} é claramente negligenciável.